# Shaped by Fire
Shaped by Fire es el séptimo álbum de estudio de la banda estadounidense de metalcore As I Lay Dying. Fue lanzado el 20 de septiembre de 2019 a través de Nuclear Blast Records. El álbum fue producido por la propia banda, es la continuación de su sexto álbum Awakened (2012). Es el primer álbum en siete años tras el receso de la banda en 2014, cuando Tim Lambesis fue encarcelado y condenado a seis años de prisión por incitar al asesinato de su exesposa. También es el último álbum en el que participan el guitarrista principal Nick Hipa, quien dejó la banda en 2020, el baterista Jordan Mancino y el bajista/vocalista Josh Gilbert, quienes dejaron la banda en 2022. Loudwire lo nombró uno de los 50 mejores álbumes de metal de 2019.
El 25 de octubre de 2024, el álbum fue retirado de todas las plataformas de streaming: Apple Music, Spotify, YouTube, Amazon Music y Tidal, entre otras. La banda declaró posteriormente que solo sería temporal, ya que los derechos del álbum habían vuelto a ellos. El álbum fue restaurado en esos sitios una semana después de su eliminación.

## Antecedentes y promoción
Tras salir de prisión en libertad condicional en diciembre de 2016 por intentar contratar a un sicario para asesinar a su exesposa, Lambesis comenzó a contactar con los demás miembros de la banda para disculparse en persona, empezando por Mancino y Gilbert. Después, intentó reconectarse con Sgrosso e Hipa, y finalmente los cuatro lo perdonaron.
El 8 de junio de 2018, la banda lanzó el video musical de "My Own Grave". El 12 de abril de 2019, la banda lanzó el video musical de "Redefined", que incluía la participación especial de Jake Luhrs, líder de August Burns Red. Dos días después, la banda anunció la gira europea "Shaped by Fire", con Chelsea Grin, Unearth y Fit for a King, que comenzaría en septiembre de 2019 y finalizaría en octubre. El 15 de julio, la banda anunció las fechas norteamericanas de la gira "Shaped by Fire", con la colaboración directa de After the Burial y Emmure, que comenzará el 15 de noviembre en el House of Blues de Las Vegas y concluirá el 14 de diciembre con un concierto en su ciudad natal, el Soma de San Diego. Los detalles del álbum, Shaped by Fire, se filtraron a través de la página web europea de Nuclear Blast, incluyendo una fecha de lanzamiento prevista. El 9 de agosto, la banda anunció oficialmente el lanzamiento de su álbum Shaped by Fire, a través de Nuclear Blast, junto con el lanzamiento de la canción principal. El 13 de septiembre, la banda lanzó "Blinded", el cuarto sencillo del álbum, junto con un videoclip.
En marzo de 2020, como forma de apoyar a su equipo durante la pandemia de COVID-19, lanzaron una canción adicional, "Destruction or Strength", una cara B de las sesiones de grabación de este álbum. Dos meses después, en mayo, se lanzó el videoclip de la canción "Torn Between".

## Lista de canciones
| N.º | Título                                           | Duración |  |
| 1.  | «Burn to Emerge»                                 | 0:52     |  |
| 2.  | «Blinded»                                        | 3:22     |  |
| 3.  | «Shaped by Fire»                                 | 3:39     |  |
| 4.  | «Undertow»                                       | 3:57     |  |
| 5.  | «Torn Between»                                   | 4:01     |  |
| 6.  | «Gatekeeper»                                     | 3:25     |  |
| 7.  | «The Wreckage»                                   | 4:43     |  |
| 8.  | «My Own Grave»                                   | 4:13     |  |
| 9.  | «Take What's Left»                               | 4:13     |  |
| 10. | «Redefined» (con Jake Luhrs de August Burns Red) | 4:15     |  |
| 11. | «Only After We've Fallen»                        | 3:29     |  |
| 12. | «The Toll It Takes»                              | 3:56     |  |

| Edición de lujo |                                          |          |  |
| N.º             | Título                                   | Duración |  |
| 1.              | «Re-Separation» (instrumental)           | 1:47     |  |
| 2.              | «Roots Below»                            | 3:35     |  |
| 3.              | «Destruction or Strength»                | 4:15     |  |
| 4.              | «My Own Grave» (re-interpretation)       | 4:00     |  |
| 5.              | «Redefined» (re-interpretation)          | 3:28     |  |
| 6.              | «Pre-Shaped by Fire» (live intro)        | 1:04     |  |
| 7.              | «Euphony from Ashes» (live outro)        | 1:36     |  |
| 8.              | «Blinded» (Live from Munich)             | 3:25     |  |
| 9.              | «My Own Grave» (Live from Munich)        | 4:07     |  |
| 10.             | «Burn to Emerge» (instrumental)          | 0:52     |  |
| 11.             | «Blinded» (instrumental)                 | 3:22     |  |
| 12.             | «Shaped by Fire» (instrumental)          | 3:38     |  |
| 13.             | «Undertow» (instrumental)                | 3:57     |  |
| 14.             | «Torn Between» (instrumental)            | 4:30     |  |
| 15.             | «Gatekeeper» (instrumental)              | 3:26     |  |
| 16.             | «The Wreckage» (instrumental)            | 4:42     |  |
| 17.             | «My Own Grave» (instrumental)            | 4:14     |  |
| 18.             | «Take What's Left» (instrumental)        | 4:13     |  |
| 19.             | «Redefined» (instrumental)               | 4:14     |  |
| 20.             | «Only After We've Fallen» (instrumental) | 3:27     |  |
| 21.             | «The Toll It Takes» (instrumental)       | 3:53     |  |

## Posicionamiento en lista
| Lista (2019)                       | Posición |
| ---------------------------------- | -------- |
| Alemania (Offizielle Top 100)      | 6        |
| Australia (ARIA)                   | 27       |
| Austria (Ö3 Austria)               | 9        |
| Bélgica (Ultratop Flandes)         | 111      |
| Bélgica (Ultratop Valonia)         | 92       |
| Canadá (Billboard Canadian Albums) | 28       |
| Escocia (Scottish Albums Chart)    | 32       |
| Estados Unidos (Billboard 200)     | 50       |
| Spanish Albums (PROMUSICAE)        | 72       |
| Suiza (Schweizer Hitparade)        | 15       |

## Personal
As I Lay Dying
- Tim Lambesis - Voz
- Jordan Mancino - Batería
- Phil Sgrosso - Guitarra rítmica, piano
- Nick Hipa - Guitarra líder
- Josh Gilbert - Bajo, coros